# 고도계

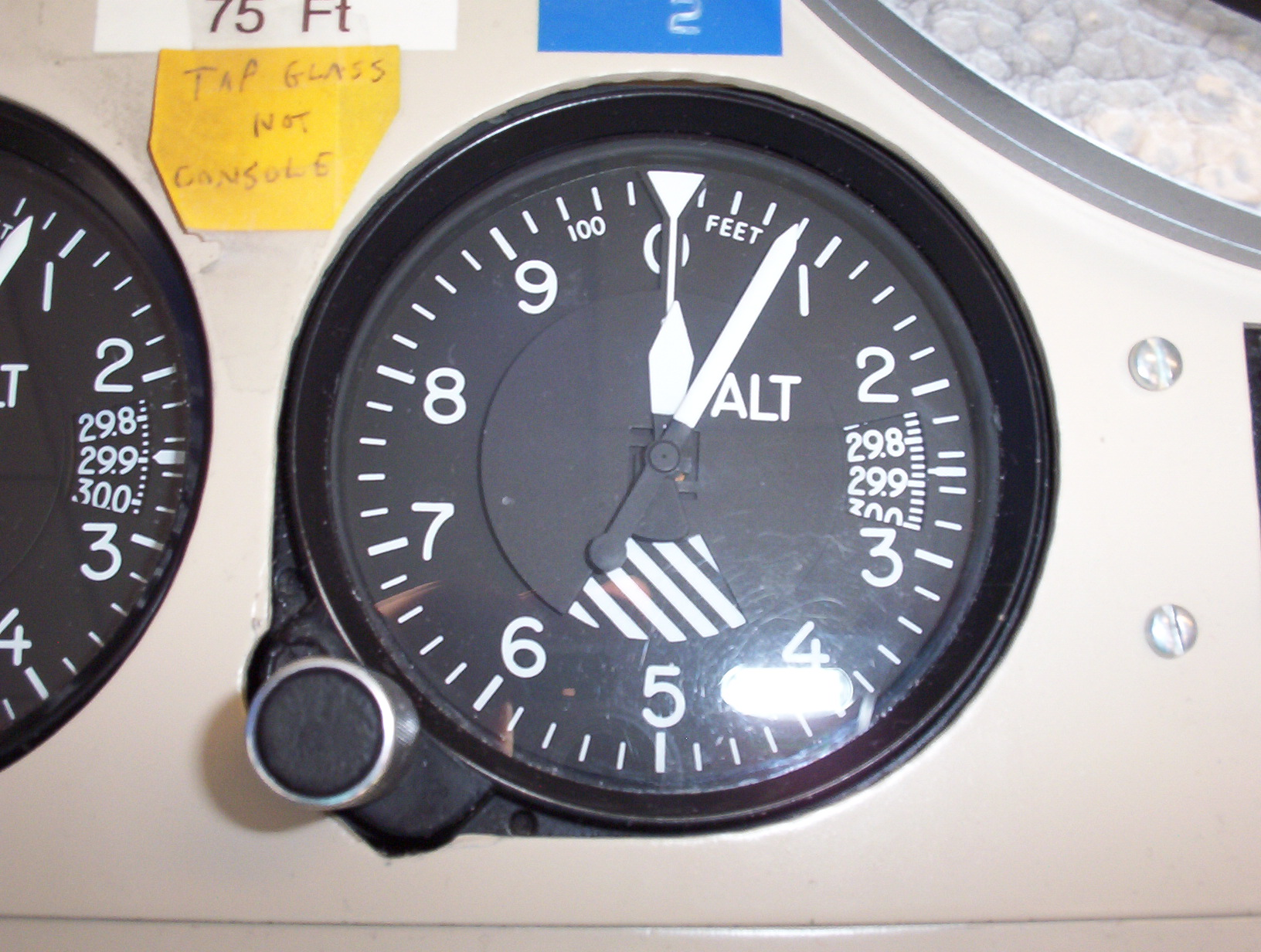
항공기에 탑재된 아날로그 고도계

고도계(高度計)는 주로 항공기 등에 탑재되어 지상으로부터의 고도를 측정한다. 일반적으로 넓게 이용되고 있는 것은 기압을 계측해서 국제적으로 정해진 계산식에 근거해 고도를 표시한다.

## 같이 보기
- 기압계